# Brazzeia congoensis
Brazzeia congoensis là một loài thực vật có hoa trong họ Lecythidaceae. Loài này được Baill. mô tả khoa học đầu tiên năm 1886.